# 半旗

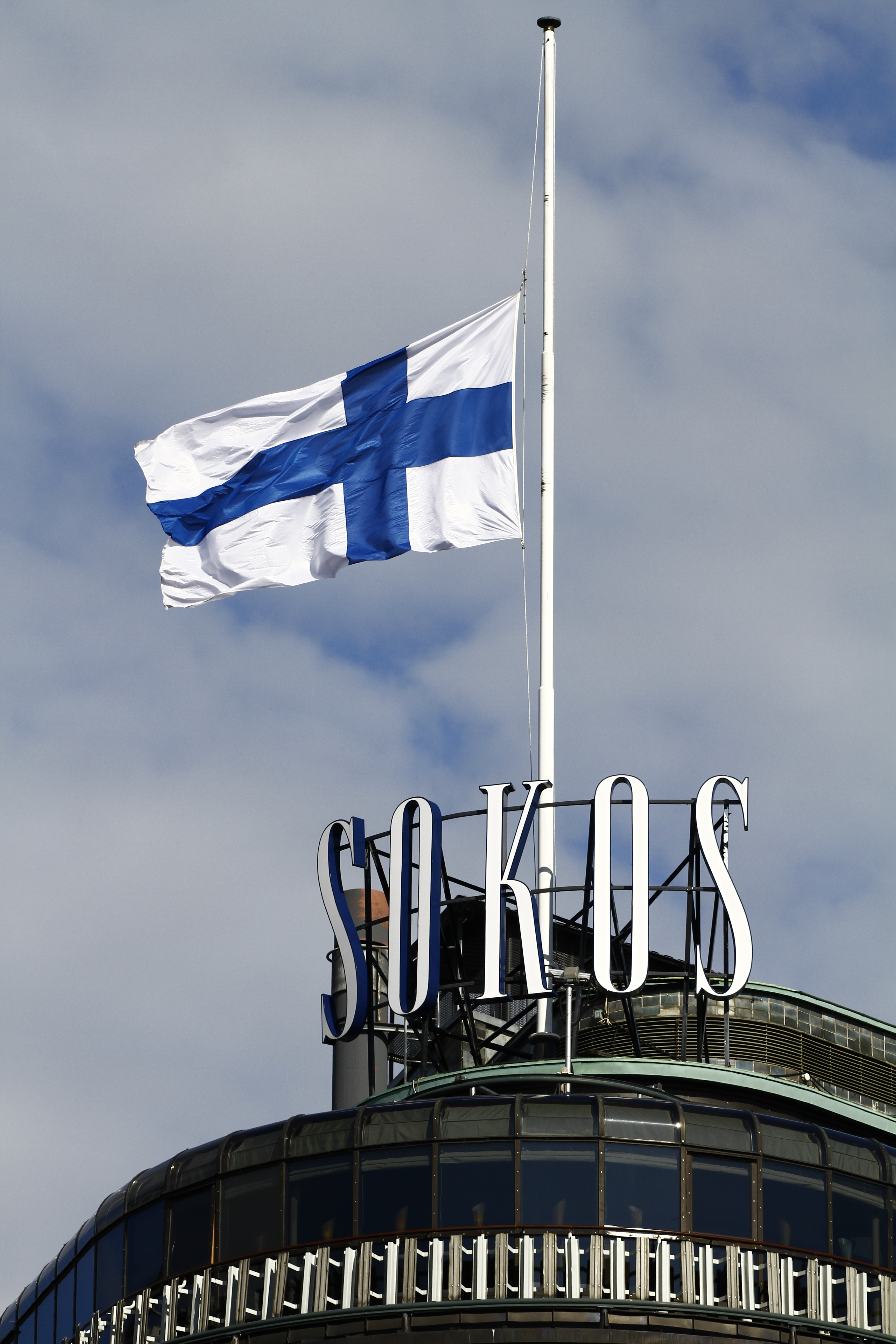
2011年挪威發生爆炸和槍擊事件後，芬蘭為此降半旗致哀

半旗指國家、團體、個人為表示哀悼或弔唁，而將旗幟上升至正常最高點後，下降到一定的位置。此儀式稱作降半旗或下半旗。這項儀式是源自英國水手。

## 起源
降半旗的传统始于17世纪。有来源称，降半旗是在为旗杆顶端的“隐形的死亡之旗”腾出空间。

## 步驟
下半旗的旗幟之升旗時，需將旗幟上升至桿頂後，依照各國法律規定而有不同的下降位置，分為三種：下降至旗桿全長一半高度的位置、下降至旗桿全長三分之一的位置、下降至旗身橫長二分之一處。
下半旗的旗幟之降旗時，需將旗幟上升至桿頂後，方才下降至最低點收藏。

## 各地降半旗記錄

### 聯合國
當成員國領導人去世後，聯合國日內瓦辦公室與紐約總部將於隔日降半旗以表尊重。其他情況在聯合國秘書長酌處後也會比照辦理。
| 致哀对象        | 致哀对象身份                                       | 致哀对象国籍     | 下半旗日期           |
| --------------- | -------------------------------------------------- | ---------------- | -------------------- |
| 圣雄甘地        | 著名民權領袖                                       | 印度             | 1948年（首次下半旗） |
| 约瑟夫·斯大林   | 原苏联共产党中央委员会总书记、苏联最高领导人       | 苏联             | 1953年               |
| 达格·哈马舍尔德 | 第2任联合国秘书长                                  | 瑞典             | 1962年               |
| 馬丁·路德·金恩  | 著名民权领袖                                       | 美国             | 1968年               |
| 周恩来          | 中国国务院总理、中国政府首脑                       | 中华人民共和国   | 1976年1月9日至15日   |
| 朱德            | 全国人大常委会委员长、中国国家元首                 | 中华人民共和国   | 1976年7月8日和11日   |
| 毛泽东          | 中国共产党中央委员会主席、中国最高领导人           | 中华人民共和国   | 1976年9月9日         |
| 宋庆龄          | 中华人民共和国名誉主席                             | 中华人民共和国   | 1981年6月1日         |
| 伊扎克·拉宾     | 以色列总理                                         | 以色列           | 1995年11月6日        |
| 邓小平          | 原中国共产党中央军事委员会主席、中共第二代领导核心 | 中华人民共和国   | 1997年2月20日        |
| 德肋撒修女      | 1979年诺贝尔和平奖获得者                           | 印度             | 1997年9月5日         |
| 卡比拉          | 刚果民主共和国总统                                 | 刚果民主共和国   | 2001年1月23日        |
| 比蘭德拉        | 尼泊尔国王                                         | 尼泊尔           | 2001年6月5日         |
| 塞尔吉奥·德梅洛 | 联合国秘书长伊拉克问题特别代表                     | 巴西             | 2003年8月            |
| 亚西尔·阿拉法特 | 巴勒斯坦民族权力机构主席                           | 巴勒斯坦         | 2004年11月11日       |
| 贾比尔·萨巴赫   | 科威特埃米爾（国家元首）                           | 科威特           | 2006年1月            |
| 杜照宇等四人    | 联合国观察员                                       | 中华人民共和国等 | 2006年7月28日        |
| 金正日          | 朝鮮勞動黨總書記、朝鮮國防委員會委員長             |                  | 2011年12月28日       |
| 齐勒·拉赫曼     | 孟加拉国总统                                       |                  | 2013年3月23日        |
| 约翰·马古富利   | 坦桑尼亚总统                                       | 坦桑尼亚         | 2021年3月26日        |
| 若弗内尔·莫伊兹 | 海地总统                                           | 海地             | 2021年7月14日        |
| 伊丽莎白二世    | 英国女王                                           | 英国             | 2022年9月9日         |
| 易卜拉欣·莱希   | 伊朗总统                                           | 伊朗             | 2024年5月21日        |

### 加拿大
- 2022年9月9日英国女王兼加拿大女王伊丽莎白二世逝世，全國降半旗為表達哀悼之意。

### 印度
- 2022年2月6日及7日：國寶級女歌手拉塔·曼吉茜卡因感染2019冠状病毒病引發的併發症導致多器官衰竭去世，各政府部門降半旗，並停止一切官方娛樂活動，對拉塔的去世表示哀悼。
- 2022年7月9日：前任日本內閣總理大臣安倍晉三遭到襲擊身亡，全國哀悼一天，降半旗，表達「最深的敬意」。

### 中國大陸
- 现任或前任中华人民共和国最高领导人、中国共产党最高领导人（总书记，1982年前为党主席）
- 根据2020年二次修改的中华人民共和国国旗法，下列在位正国级领导人逝世时
  - 中华人民共和国主席
  - 全国人民代表大会常务委员会委员长
  - 中华人民共和国国务院总理
  - 中华人民共和国中央军事委员会主席
  - 中国人民政治协商会议全国委员会主席
  - 对中华人民共和国做出突出贡献的人（由国务院决定）
  - 对世界和平或人类进步事业做出杰出贡献的人（由国务院决定）
- 举行国家公祭仪式、发生重大突发公共卫生事件、发生了特别重大伤亡的不幸事件或者严重的自然灾害造成重大伤亡时（在全国、部分地区、特定地点下半旗或由国务院决定）

至於下半旗的日期和场所則由国家成立的治丧委员会或国务院决定。

### 香港
- 1976年9月9日，中国共产党主席毛泽东逝世，當時仍屬英國殖民地的香港，政府宣布全港所有政府机构于9月10日下半旗。
- 1986年12月5日，總督尤德爵士突然病逝于北京，署理港督鍾逸傑爵士宣布全港各政府建築物下半旗誌哀。
- 1997年2月20日，中國共產黨第二代中央領導集體核心鄧小平逝世翌日，當時仍屬英國屬土的香港，總督彭定康下令各政府部門下半旗（當時為香港旗）。
- 1998年9月21日，為悼念前中國國家主席楊尚昆，特區政府宣佈下亞厘畢道政府總部下半旗（包含國旗和區旗）誌哀。[9]
- 1999年5月12日，為悼念中國駐南斯拉夫大使館被轟炸中遇害者，特區政府宣佈所有政府建築物下半旗致哀。[10]
- 2008年5月19日至21日，為悼念四川汶川大地震的遇難者，特區政府宣佈所有政府機構及學校下半旗誌哀。[11]
- 2010年4月21日，為悼念青海玉樹地震的遇難者，特區政府宣佈所有政府機構下半旗誌哀。[12]
- 2010年8月15日，為悼念甘肅舟曲特大山洪泥石流的遇難者，特區政府宣佈所有政府機構下半旗（包含國旗和區旗）誌哀。[13]
- 2010年8月24日至26日，為悼念康泰菲律賓團在菲律賓被挾持事件遇難人士，特區政府宣佈所有政府機構下半旗（區旗）誌哀[14][15]，而8月26日國務院下令中華人民共和國國旗在所有香港特區政府及中央駐港機構下半旗[16]。
- 2012年10月4日至6日，為悼念南丫島撞船事故的遇難人士，特區政府宣佈各政府建築物及中央駐港機構下半旗（包含國旗和區旗）誌哀。[17]
- 2015年6月19日，為悼念第八届全國人大常委會委員長喬石，特區政府宣佈添馬政府總部及禮賓府下半旗（包含國旗和區旗）誌哀。[18]
- 2015年7月22日，為悼念第七届全國人大常委會委員長萬里，特區政府宣佈添馬政府總部及禮賓府下半旗（包含國旗和區旗）誌哀。[19]
- 2018年2月13日，為悼念巴士路綫872在大埔尾發生大埔公路雙層巴士翻側事故中意外喪生人士，特區政府宣佈添馬政府總部下半旗（包含國旗和區旗）誌哀。 [20]
- 2019年7月29日，為悼念前國務院總理、第九届全國人大常委會委員長李鵬，特區政府宣佈添馬政府總部及禮賓府下半旗（包含國旗和區旗）誌哀。[21]
- 2020年4月4日，為悼念新型冠狀病毒肺炎疫情中逝世人士，特區政府宣佈所有懸掛國旗及區旗的政府機構下半旗（包含國旗和區旗）誌哀。[22]
- 2022年12月1日至6日，為悼念已故的前中共中央總書記及前國家主席江澤民，特區政府宣佈主要政府建築物、立法會及司法機構下半旗（包含國旗和區旗）誌哀。[23]而12月6日（即江澤民追悼大會舉行當日），所有政府機構（包括香港境外辦事處）的國旗及區旗亦下半旗誌哀。[24]
- 2023年11月2日，為悼念前國務院總理李克強，特區政府於添馬政府總部、禮賓府、口岸管制及檢查站及香港國際機場下半旗（包含國旗和區旗）誌哀。[25]
- 2024年10月14日，為悼念第十屆、十一屆全國人民代表大會常務委員會委員長吳邦國，特區政府於添馬政府總部、禮賓府、口岸管制及檢查站及香港國際機場下半旗（包含國旗和區旗）誌哀。[26]

### 澳門
- 2008年5月19日至21日，為悼念四川汶川大地震的遇難者，特區政府宣佈所有政府機關及駐外機構首次下半旗誌哀。[27]
- 2010年4月20日，為青海玉樹地震的遇難者，特區政府宣佈所有政府機關下半旗誌哀。[28]
- 2010年8月15日，為悼念甘肅舟曲特大山洪泥石流的遇難者，特區政府宣佈所有政府機關下半旗（包含國旗和區旗）誌哀。[29]
- 2015年6月19日，為悼念第八届全國人大常委會委員長喬石，特區政府宣佈政府總部下半旗誌哀。[30]
- 2015年7月22日，為悼念第七届全國人大常委會委員長萬里，特區政府宣佈政府總部下半旗誌哀。[31]
- 2017年8月25日，為悼念颱風天鴿吹襲期間身亡人士，特區政府宣佈各機關、邊境口岸、對外海空港口及駐外辦事處下半旗（區旗）誌哀。[32]
- 2019年7月29日，為悼念前國務院總理、第九届全國人大常委會委員長李鵬，特區政府宣佈政府總部下半旗誌哀。[33]
- 2020年4月4日，為悼念新型冠狀病毒肺炎疫情中逝世同胞，特區政府宣佈所有懸掛國旗及區旗的政府機關下半旗（包含國旗和區旗）誌哀。[34]
- 2022年12月1日至6日，為悼念已故前中共總書記及前國家主席江澤民，澳門特別行政區及駐外機構國旗及區旗下半旗誌哀。[35]
- 2023年11月2日，為悼念前國務院總理李克強，特區政府於政府總部、禮賓府及各邊境口岸等下半旗（包含國旗和區旗）誌哀。[36]
- 2024年10月14日，為悼念第十屆、十一屆全國人民代表大會常務委員會委員長吳邦國，特區政府於政府總部、禮賓府、各邊境口岸、對外海空港口下半旗（包含國旗和區旗）誌哀。[37]

### 日本
- 每年8月15日：終戰紀念日
- 天皇葬儀日（上一次為1989年2月24日裕仁天皇葬禮）
- 阪神大地震（1月17日）
- 東京大空襲（3月10日）&（5月25日）
- 大阪大空襲（3月14日）&（2月26日）
- 名古屋大空襲（3月12日）
- 3月20日奧姆真理教發動東京地鐵沙林毒氣事件
- 8月6日廣島市原子彈爆炸
- 8月9日長崎市原子彈爆炸
- 現任或前任總理大臣葬儀日：全國政府機關降半旗
- 日本東北地方太平洋近海地震（2011年3月16日至3月23日）

### 韓國
- 現任或前任總統去世
- 1983年仰光爆炸事件遇害者联合国民葬
- 中央路站發生2003年大邱地铁纵火案
- 萬聖節發生2022年梨泰院人踩人事故

### 柬埔寨
- 现任国王或首相去世
- 2010年11月22日柬埔寨金边踩踏事故

### 朝鲜
- 1994年7月9日至1994年7月20日，第一代領導人金日成逝世。
- 2011年12月19日至2011年12月29日，第二代領導人金正日逝世。

### 越南
越南国旗降半旗的同时会挂上黑丝带，并且与国旗捆绑在一起，这是为了对逝者的致哀，而且越南人认为国旗挂上黑丝带则不可飘扬。
- 1969年，时任越南劳动党主席胡志明逝世。
- 1986年，时任越南共产党中央委员会总书记黎笋逝世。
- 1988年，前任越南共产党中央委员会总书记长征逝世。
- 1998年，前任越南共产党中央委员会总书记阮文灵逝世。
- 2000年，前任越南总理范文同逝世。
- 2008年，前任越南总理武文杰逝世。
- 2011年，前任越南国务委员会主席武志公逝世。
- 2013年，前任越南共产党中央军事委员会书记武元甲大将逝世。
- 2018年，前任越南总理潘文凯逝世。
- 2018年，时任越南社会主义共和国主席陈大光大将逝世。
- 2018年，前任越南共产党中央委员会总书记杜梅逝世。
- 2019年，前任越南社会主义共和国主席黎德英大将逝世。
- 2020年，前任越南共产党中央委员会总书记黎可漂上将逝世。
- 2024年，时任越南共产党中央委员会总书记阮富仲逝世。
- 2025年，前任越南社会主义共和国主席陈德良逝世。

### 菲律賓
- 2010年8月25日，菲律賓因康泰菲律賓團在菲律賓被挾持事件，總統阿基诺三世宣佈8月25日為全國哀悼日，所有政府機關下半旗志哀。

### 中華民國

#### 法規規定
- 依據《國旗下半旗實施辦法》
  - 第2條，現任總統、副總統逝世時依規定降半旗：總統（自逝世之日起至安葬之日）、副總統（安葬之日）
  - 第3條，每年228和平紀念日
  - 下列人士逝世，經總統決定者，下半旗：

1. 對國家有特殊勳勞或偉大貢獻者。
2. 對世界和平或人類進步有偉大貢獻者。
3. 現任友邦元首。

- - 第5條，因天然或人為災害造成重大傷亡時，依災害類別，由中央災害防救業務主管機關報請行政院決定下半旗。但屬國際災害事件者，由外交部報請行政院決定。
  - 第8條，下半旗時，應先將國旗升至桿頂，再下降至旗身橫長二分之一處。降旗時，仍應升至桿頂，再行下降。
  - 第9條，下半旗時，與國旗並列懸掛之旗幟，其高度不得高於國旗。
  - 國旗下半旗實施辦法係本部[註 1]於2006年（民國95年）12月8日以台內民字第0950187830號令發布施行，實施下半旗之相關規定及決定皆屬上開政府核准之範疇，爰實施下半旗時，如遇天雨，仍需懸掛國旗。

- 依據《國葬法》
  - 第 6 條國葬舉行之日，由總統派員致祭，全國下半旗誌哀。

#### 實例
- 中華民國正副總統、重要人物

| 日期                   | 事由                                                | 備註       |
| ---------------------- | --------------------------------------------------- | ---------- |
| 1965年3月5日           | 副總統陳誠逝世                                      | 時任副總統 |
| 1975年4月5日           | 總統蔣中正逝世                                      | 時任總統   |
| 1988年1月13日          | 總統蔣經國逝世                                      | 時任總統   |
| 1993年12月24日         | 前總統嚴家淦逝世                                    |            |
| 2001年4月8日           | 前副總統謝東閔逝世                                  |            |
| 2003年10月28日         | 前第一夫人蔣宋美齡出殯                              |            |
| 2020年1月14日          | 參謀總長沈一鳴等8名軍職人員空難殉職，啟靈與聯合公奠 |            |
| 2020年7月31日（起3日） | 前總統李登輝逝世                                    |            |
| 2020年10月7日          | 前總統李登輝逝世安葬                                |            |

- 外國人

| 日期               | 事由                                                   | 備註                                |
| ------------------ | ------------------------------------------------------ | ----------------------------------- |
| 1934年2月20日—4日  | 追悼比利時國王亞爾培一世逝世                           | 時任邦交國元首                      |
| 1975年3月26日      | 追悼沙烏地阿拉伯國王費瑟·本·阿卜杜勒-阿齊茲·阿紹德逝世 | 時任邦交國元首                      |
| 2005年4月3日—4日   | 追悼教宗若望保祿二世逝世                               | 時任邦交國元首 總統府與行政院下半旗 |
| 2022年7月11日      | 追悼日本前首相安倍晉三逝世                             |                                     |
| 2025年4月22日—23日 | 追悼梵蒂岡教宗方濟各逝世                               | 時任邦交國元首 總統府與行政院下半旗 |

- 歷年國殤日

| 日期                  | 事由                                         | 備註 |
| --------------------- | -------------------------------------------- | ---- |
| 1999年9月23日—25日    | 悼念921大地震罹難者                          |      |
| 2001年9月             | 悼念台灣颱風納莉罹難者和美國九一一事件罹難者 |      |
| 2007年起，每年2月28日 | 悼念1947年二二八事件罹難者                   |      |
| 2009年8月22日—24日    | 悼念八八水災罹難者                           |      |
| 2014年8月5日—7日      | 悼念復興航空222號班機空難、高雄氣爆罹難者    |      |
| 2015年2月10日         | 悼念復興航空235號班機空難罹難者              |      |
| 2016年2月15日         | 悼念206地震罹難者                            |      |
| 2018年2月21日         | 悼念2018年花蓮地震罹難者                     |      |
| 2021年4月3日—5日      | 悼念2021年太魯閣號出軌事故罹難者             |      |
| 2021年10月22日        | 悼念高雄城中城大火罹難者                     |      |

- 兩岸分治後中國大陸事件

| 日期          | 事由               | 備註 |
| ------------- | ------------------ | ---- |
| 1989年6月17日 | 追悼六四天安門事件 |      |

- 地方性或機關降半旗

| 日期                       | 地區或機關單位 | 事由                                     | 備註 |
| -------------------------- | -------------- | ---------------------------------------- | ---- |
| 1996年11月22日（起一個月） | 桃園縣         | 悼念縣長劉邦友遇害身亡                   |      |
| 1998年7月31日              | 高雄市議會     | 悼念議員林滴娟於中國大陸遇害身亡         |      |
| 2006年11月6日—8日          | 宜蘭縣         | 悼念前縣長、前中華民國法務部長陳定南逝世 |      |
| 2018年10月31日             | 臺東縣         | 悼念普悠瑪列車出軌事故罹難者             |      |
| 2020年1月2日—4日           | 國防軍事單位   | 悼念參謀總長沈一鳴等8名軍職人員空難殉職  |      |
| 2020年6月7日               | 高雄市議會     | 悼念議長許崑源因故身亡                   |      |

### 英國

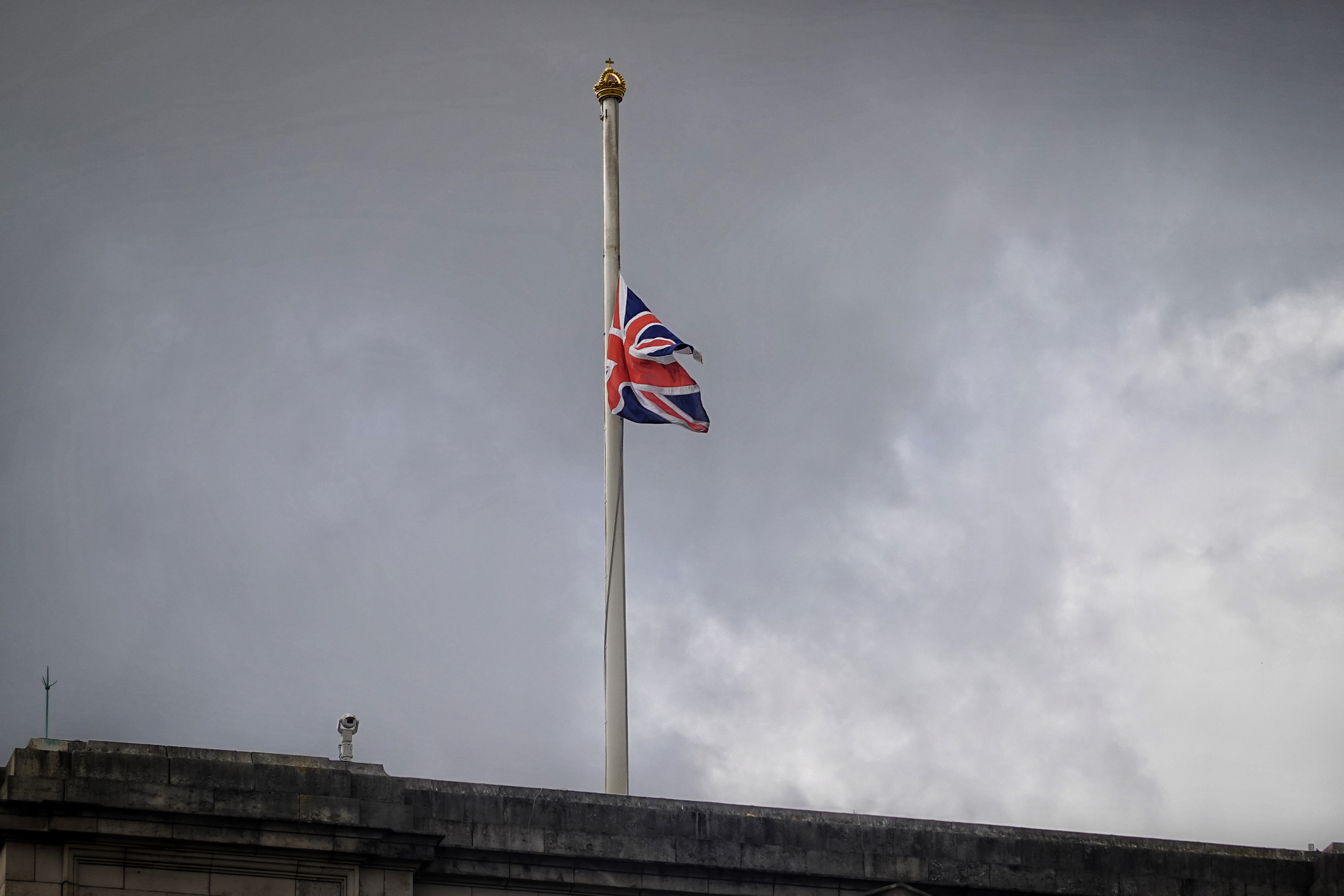
伊丽莎白二世2022年9月8日驾崩后，白金汉宫将英国国旗降半旗

英國君主的皇家旗幟從不降半旗致哀，因為在任何時間都有在位的君主。但是當愛德華七世去世時皇家旗幟錯誤地被降半旗數小時，直至喬治五世發現錯誤並修正。
戴安娜王妃逝世时，英国皇室坚决不降半旗（当时只有君主位于白金汉宫才会升起旗帜，否则白金汉宫不会升起任何旗帜）。最终為了回應公眾的強烈抗議，伊麗莎白二世下令打破禮儀，在她離開宮殿前往威斯敏斯特教堂參加威尔士王妃戴安娜的葬礼時，用英國國旗下半旗取代皇家旗幟，并在她返回宮殿後重新升起皇家旗幟。
此事后英国政府修改了有关规定：若君主不在白金汉宫等宫殿，该宫殿就将会升起英国国旗。但若遇有重大悼念活动时，君主会离开白金汉宫前往其他宫殿，此时白金汉宫将用英国国旗来降半旗。后来的伊丽莎白王太后之死、爱丁堡公爵菲利普亲王之死，伊丽莎白二世之死白金汉宫所悬挂的英国国旗皆降下半旗。
- 英國君主、皇室成員去世。白金漢宮降下皇家旗幟，改掛國旗下半旗。
- 戴安娜王妃去世
- 天主教教宗若望·保祿二世逝世
- 菲利普親王去世
- 現任或前任英國首相逝世
- 2004年印度洋大地震
- Bee Gees主音Robin Gibb逝世
- 倫敦七七爆炸案
- 基督城清真寺槍擊案

### 美國
- 現任或前任美國總統逝世後的30日。

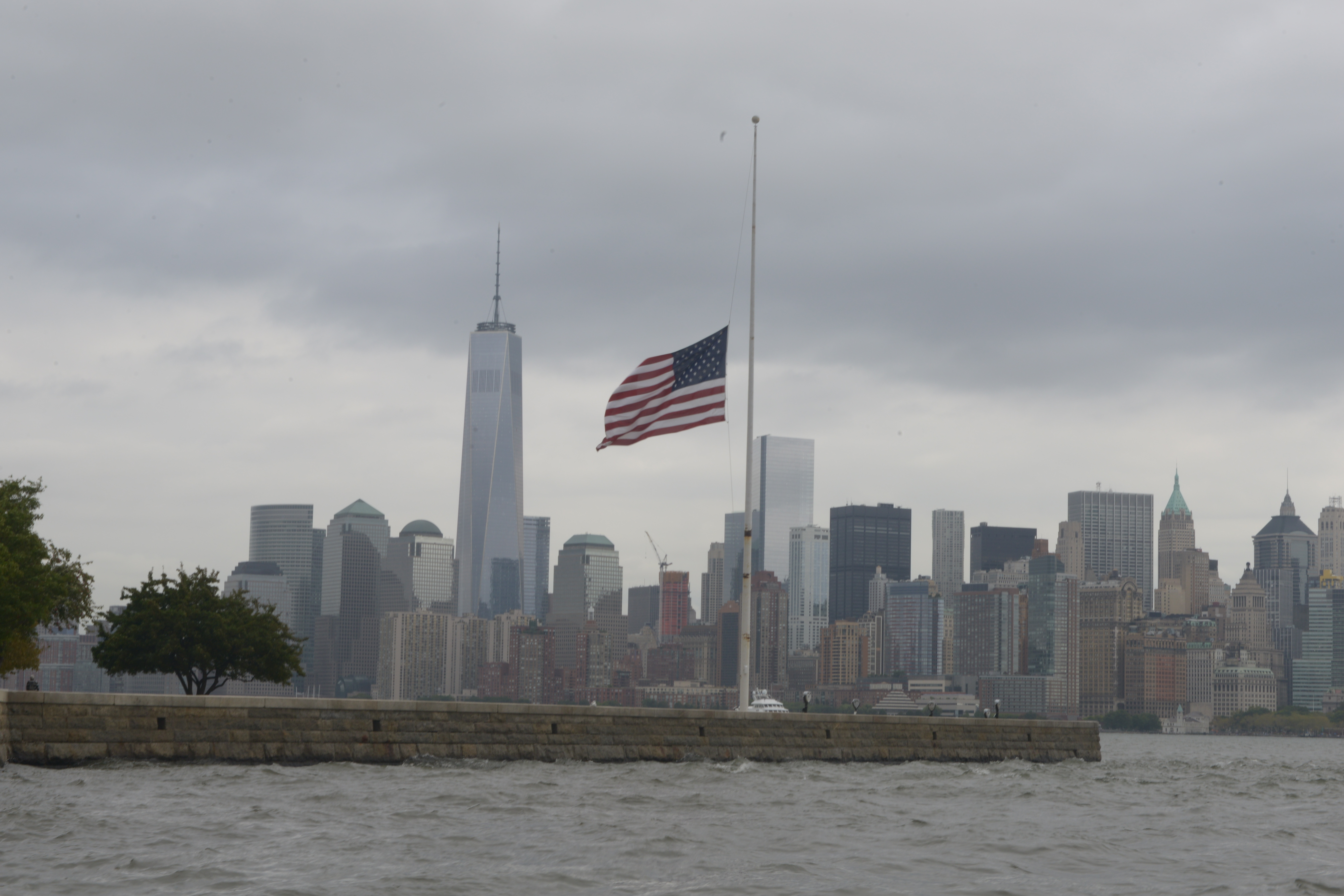
為紀念九一一襲擊事件而於紐約市進行的降半旗，2014年9月11日

- 現任或前任美國副總統、眾議院議長、首席大法官逝世後的10日。
- 國會議員逝世的當日及隔日。
- 每年9月11日、12月7日：紀念911事件與珍珠港事件的罹難者。

- 其他
  - 發生挑戰者號太空梭災難
  - 911事件
  - 著名天主教教宗若望保祿二世逝世
  - 發生哥倫比亞號太空梭災難
  - 發生颶風卡翠娜
  - 發生2004年印度洋大地震
  - 2006年2月7日：紀念美國人權運動者科麗塔·斯科特·金。
  - 2007年4月17及18日：發生2007年弗吉尼亚理工大学校园枪击案。
  - 美國著名歌星迈克尔·杰克逊逝世
  - 全球首位登陸月球的太空人逝世
  - 蘋果公司创办人史蒂夫·乔布斯逝世
  - 因COVID-19 疫情導致死亡人數全國超過五十萬人，故全國降半旗五天，以示默哀（2021.02.22~2021.02.27)
  - 2022年7月8日至10日：日本前內閣總理大臣安倍晉三遭襲擊身亡，全美降半旗為表達哀悼之意。
  - 2022年9月9日英國女王伊丽莎白二世在蘇格蘭城堡逝世，全美降半旗為表達哀悼之意。
  - 2023年1月22日至26日:2023年蒙特雷帕克槍擊案，總統拜登下令全國降半旗哀悼。

| 日期                | 说明                                                                |
| ------------------- | ------------------------------------------------------------------- |
| 5月15日             | 和平官员阵亡将士纪念日（当这天是5月的第三个星期六（陆军日）时除外） |
| 5月的最後一個星期一 | 亡兵纪念日，上午降半旗                                              |
| 7月27日             | 韩战退伍军人纪念日（2003年起取消，2009年起恢复）                    |
| 9月11日             | 爱国日                                                              |
| 10月的第一个星期日  | 防火周开始日                                                        |
| 12月7日             | 珍珠港纪念日                                                        |

- 自去世到葬礼结束 - 最高法院陪审法官、内阁成员、前副总统、参议院临时议长、参众两院政党领导人、州或地区的行政长官。
- 去世后一天 - 参议员、国会议员、波多黎各地区代表或驻地专员。

另外，无名战士墓、阿灵顿国家公墓和珍珠港亚利桑那纪念馆常年降半旗。

### 法國
- 2009年法國航空447號班機空難，全國於6月8日下半旗志哀。

### 海地
- 海地大地震，全國於1月19日下半旗志哀。

### 德國
- 2002年4月26日，古騰堡中學校園槍擊案，全國於5月3日誌哀

### 土耳其
- 國父凱末爾逝世紀念日
- 2014年5月13日，馬尼薩省索馬市嚴重礦難，超過三百人死亡和失蹤，土耳其總理埃爾多安宣佈全國於5月13日至15日哀悼三日，各政府建築物下半旗誌哀。

### 荷蘭
马来西亚航空17号班机空难，298人罹難，荷蘭政府宣布全國7月24日為哀悼日，各政府建築物下半旗誌哀。

### 馬來西亞
- 2014年，马来西亚航空17号班机空难
- 2019年，苏丹艾哈迈德·沙阿駕崩
- 2022年，英国女王伊丽莎白二世在蘇格蘭城堡驾崩之后，雪兰莪州王室为哀悼其驾崩降半旗3天。此外，彭亨州王室以及霹雳州王室也为哀悼其辞世降半旗3天
- 2025年，第5任首相阿都拉·巴達威逝世，霹靂州州旗幟和檳城為阿都拉降半旗。直至阿都拉安葬儀式結束前，距離國家回教堂方圓兩公里以內的建築物均降半旗。

### 希臘
- 2023年，發生2023年色薩利火車相撞事故

## 不降半旗的地區
此禁忌常見於伊斯蘭國家，例如沙地阿拉伯、伊拉克、阿富汗以及索馬利蘭由於國旗上印有含真主之名的清真言或真主至大字樣，降半旗會被视为渎神，因此無論發生何其慘痛的災難都不会降半旗。

## 圖集

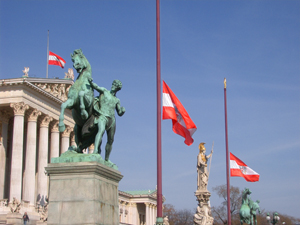
2004年7月7日，为悼念奥地利前总统托马斯·克莱斯蒂尔，奥地利国旗下半旗。
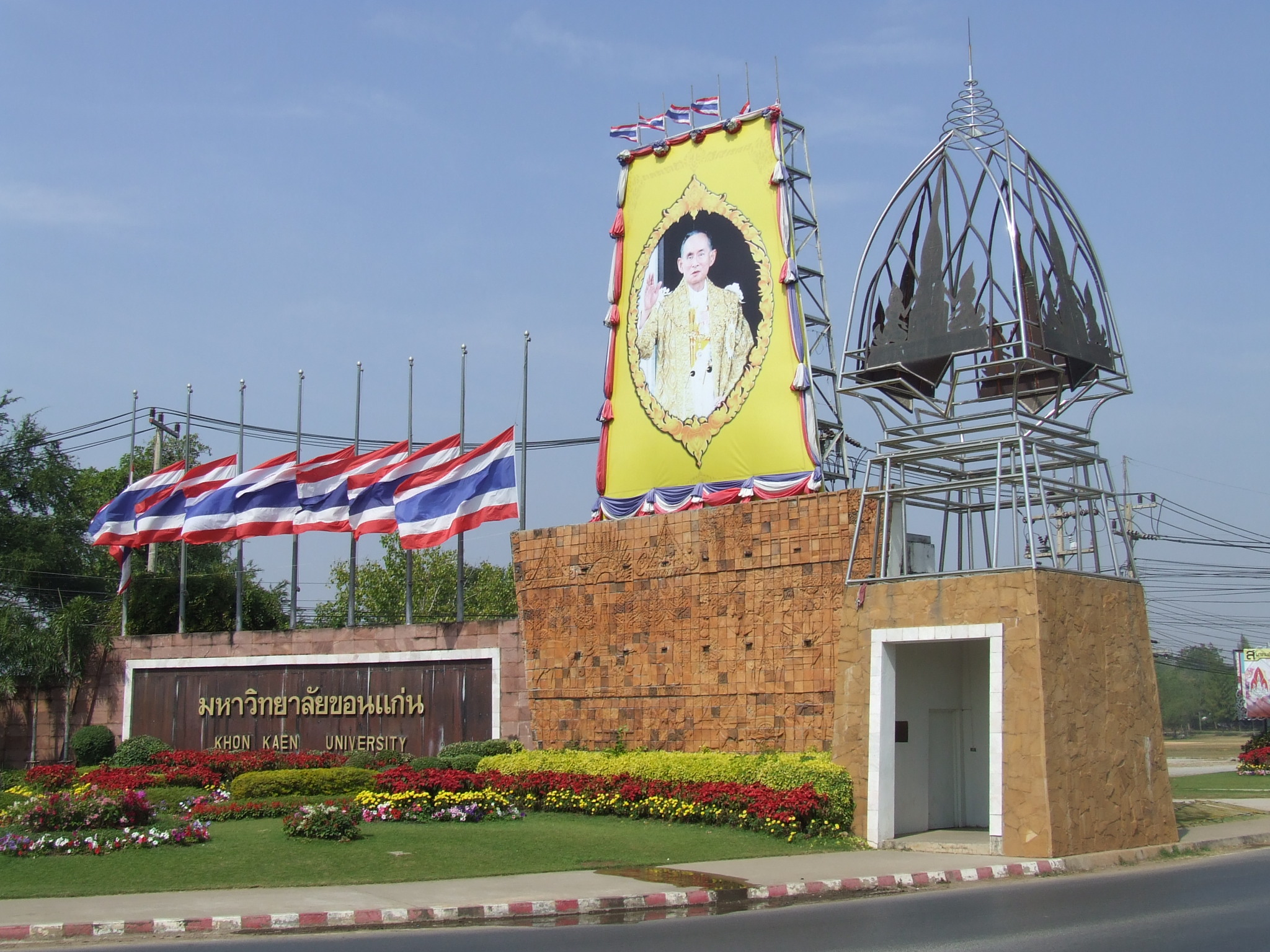
2008年，为悼念甘拉亚妮·瓦塔娜而降半旗的泰国国旗（孔敬大学）
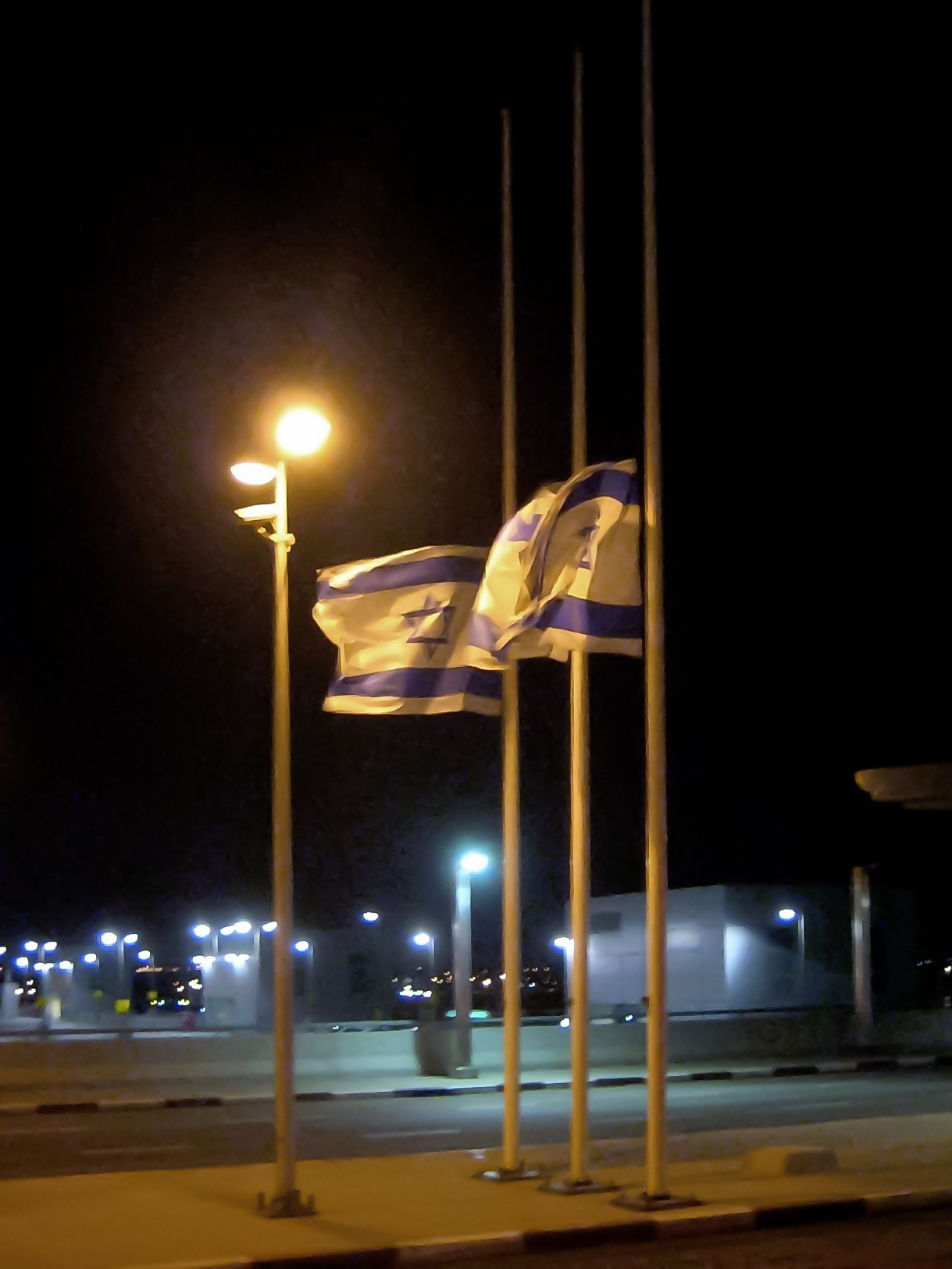
降半旗的以色列国旗
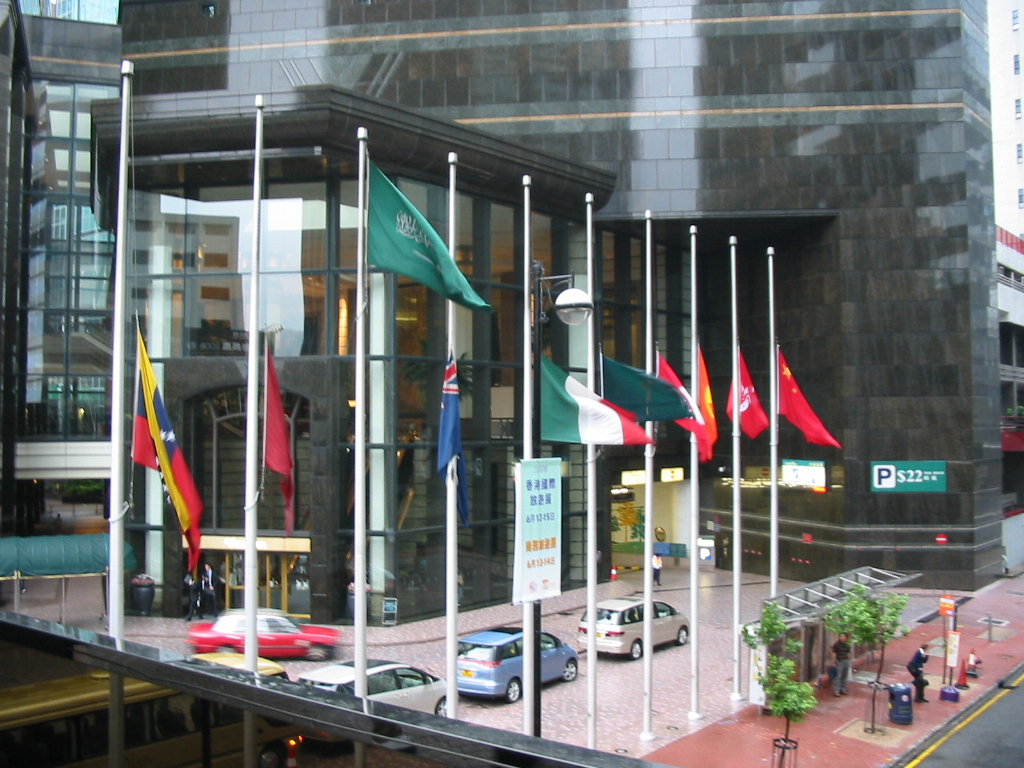
2008年5月19日，为悼念汶川大地震遇难者，香港中環廣場於汶川大地震後將沙特阿拉伯國旗（左三）以外的其他旗帜降半旗志哀。
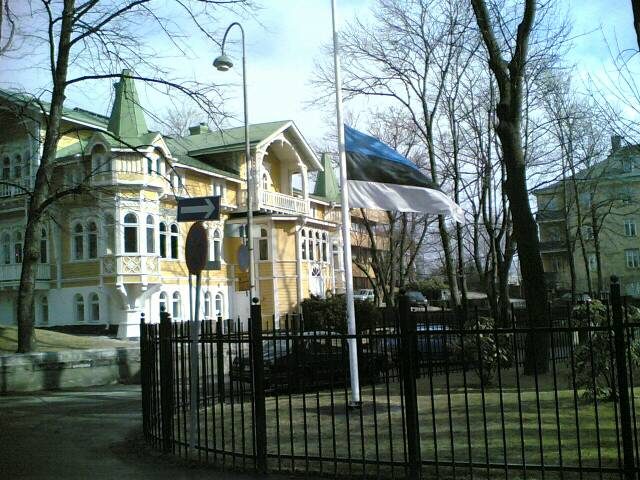
降半旗的爱沙尼亚国旗
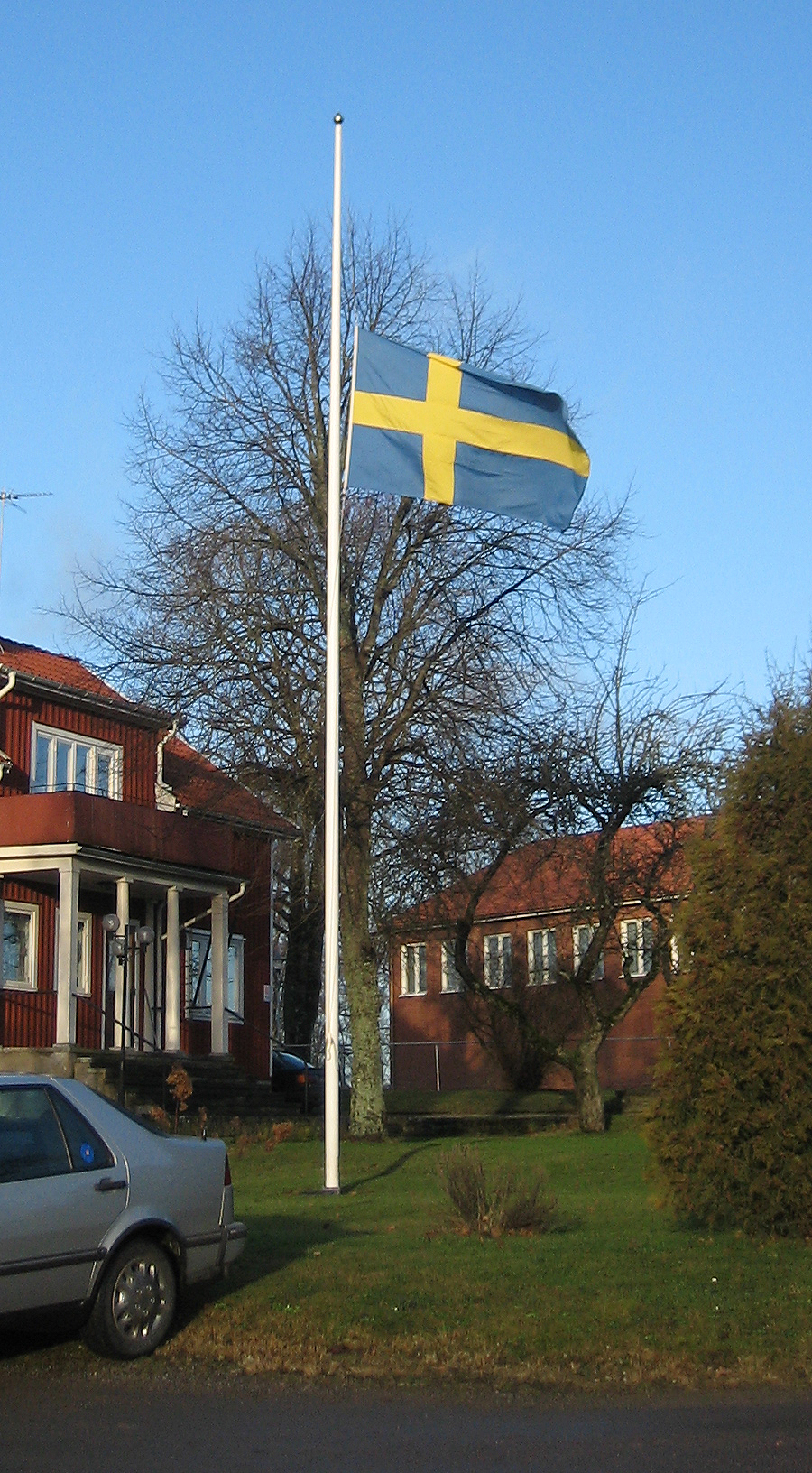
降半旗的瑞典国旗
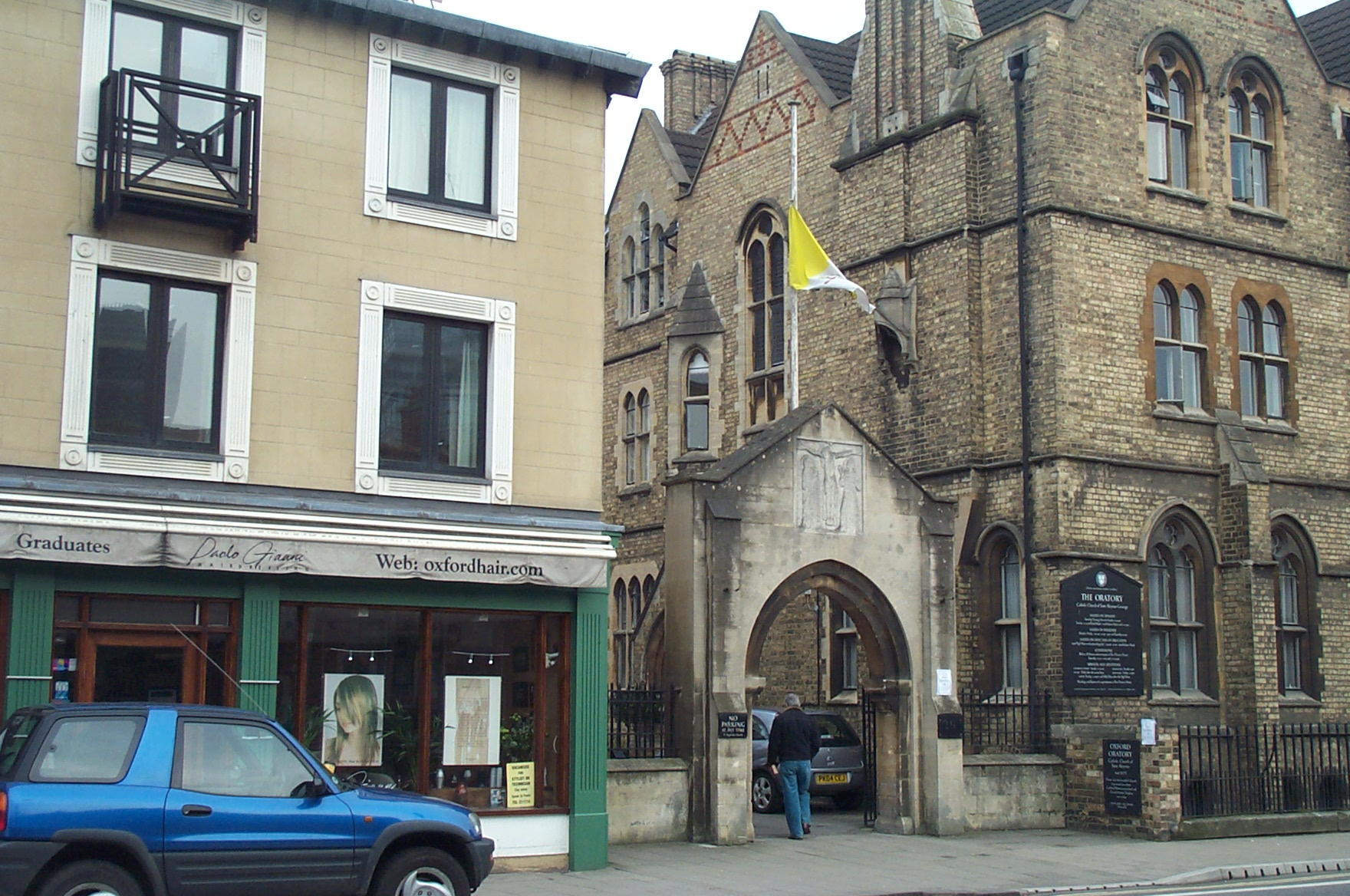
降半旗的梵蒂冈国旗
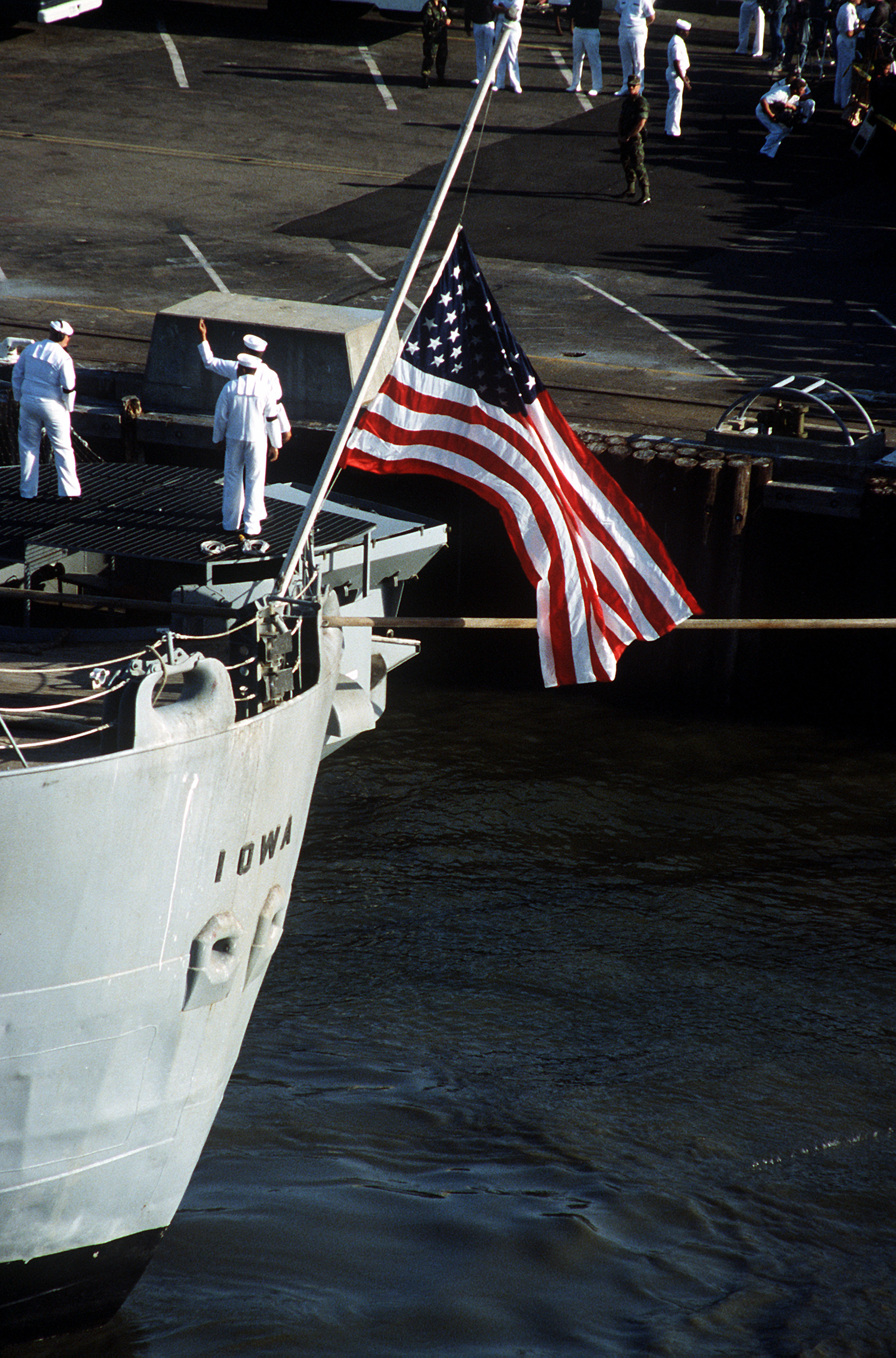
船尾降半旗的美国国旗
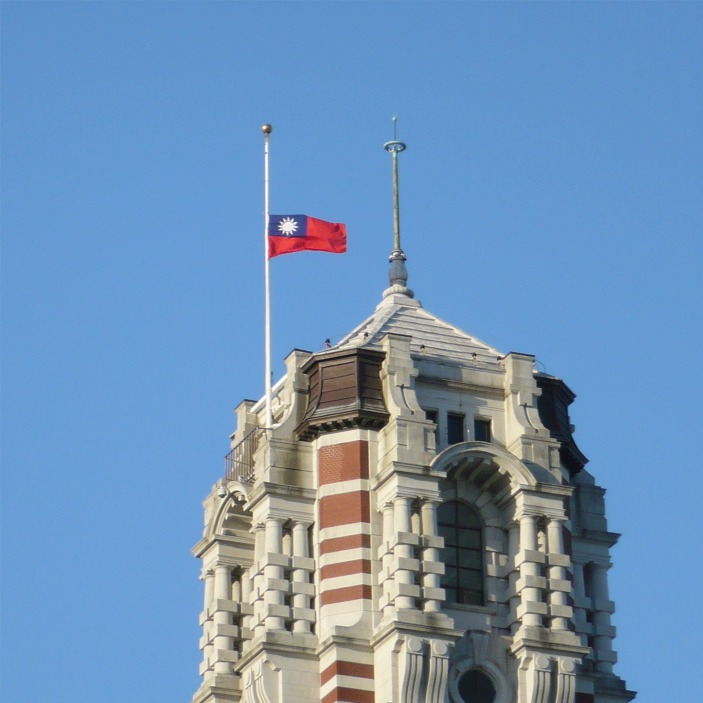
为哀悼八八水災罹難者，及二二八和平紀念日中華民國總統府上空的中华民国国旗降半旗。
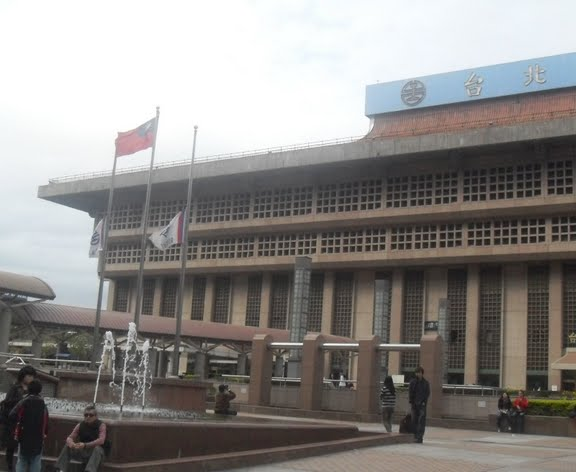
二二八和平紀念日時，為悼念罹難者，台灣鐵路管理局的局旗降了半旗、但國旗沒有依法降半旗(屬於錯誤降旗)。
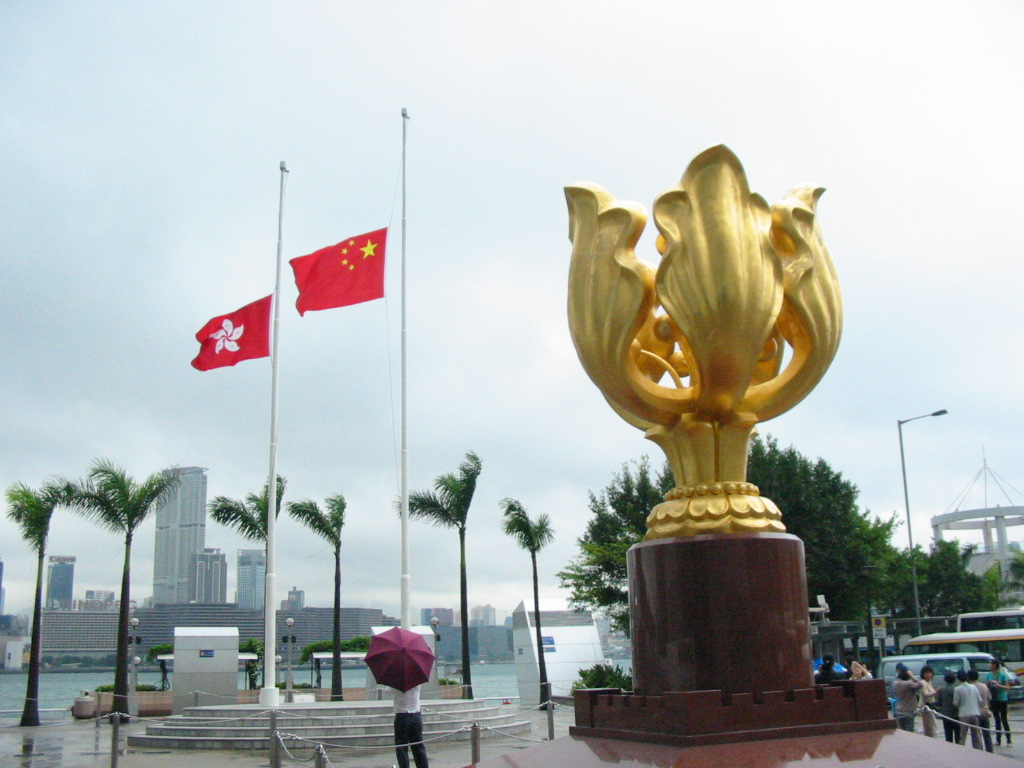
為悼念汶川大地震死難者，香港灣仔金紫荊廣場將中華人民共和國國旗和香港特別行政區區旗下半旗志哀
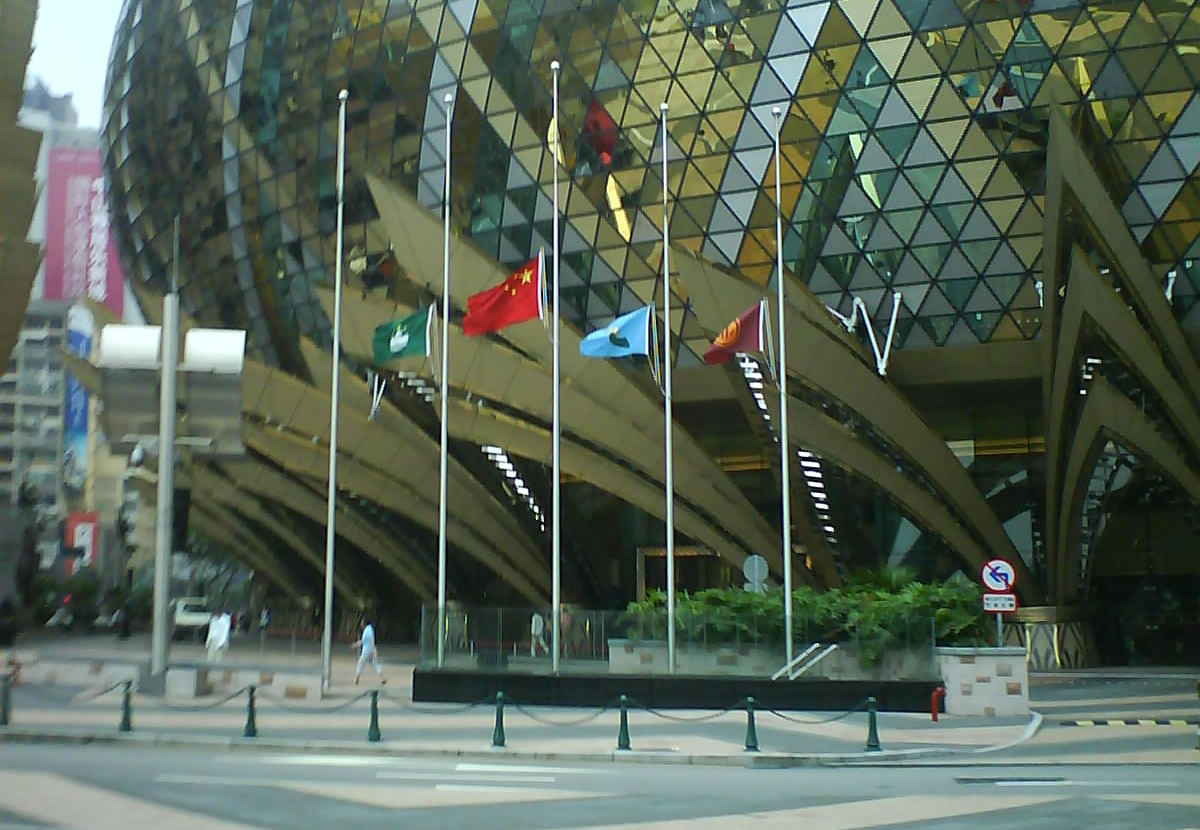
位於新葡京的中華人民共和國國旗、澳門特區區旗、澳博及新葡京公司旗在2008年5月19日的全國哀悼日中下半旗向汶川大地震死難者志哀
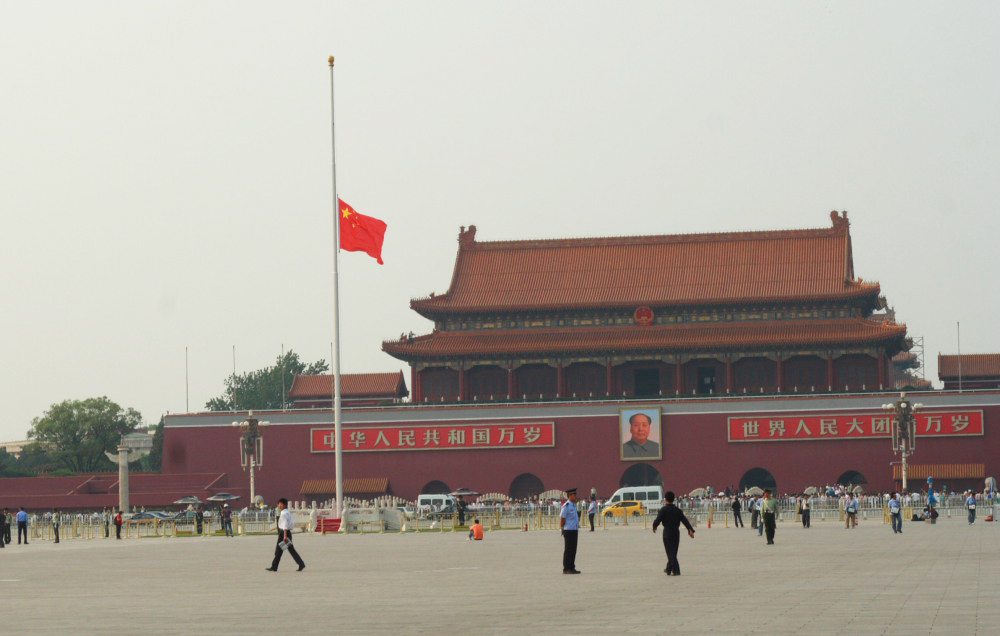
哀悼汶川大地震遇難者时天安門廣場的五星红旗降半旗
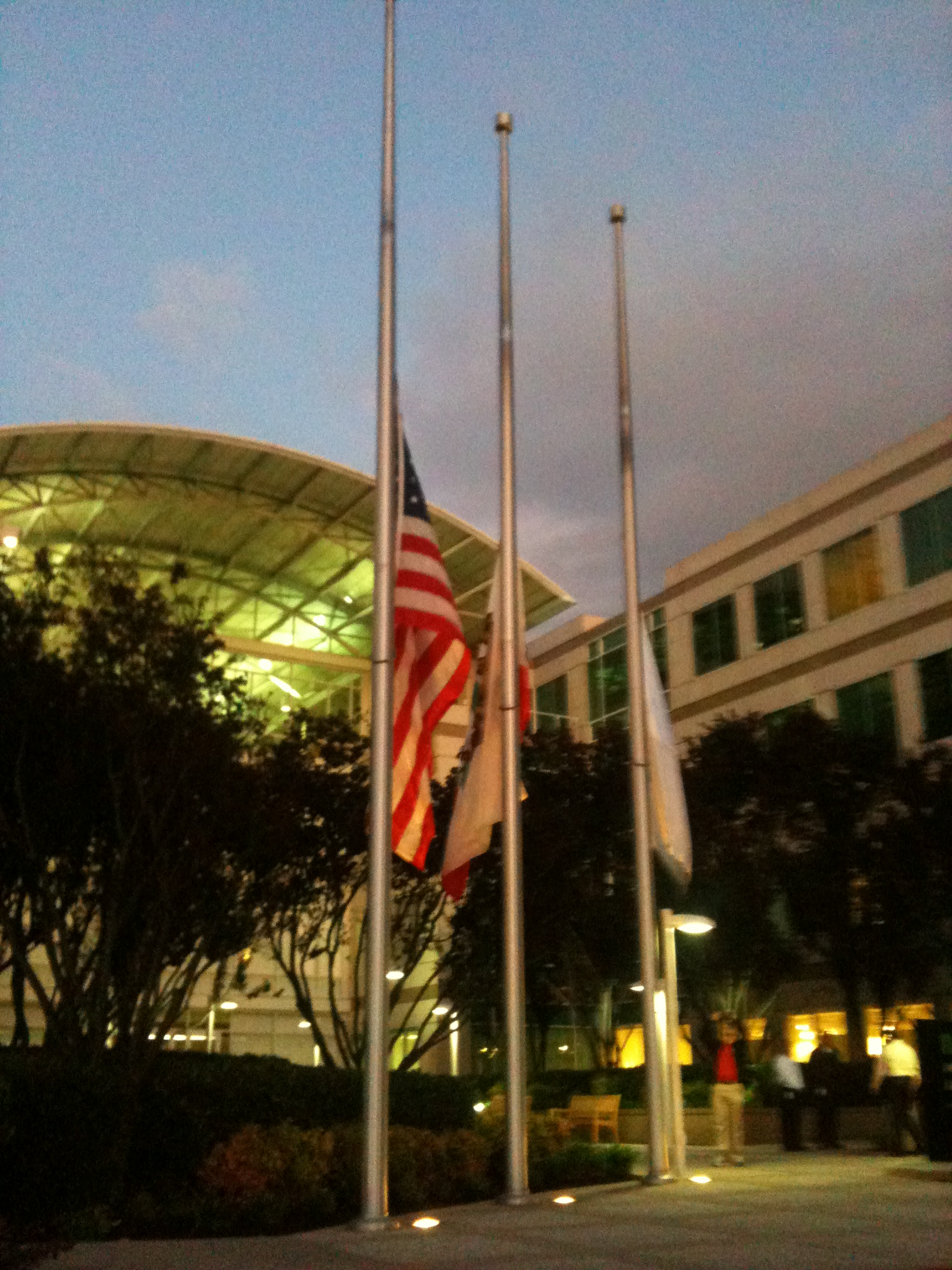
蘋果公司將總部懸掛的美國國旗、加州州旗及公司旗降半旗，以悼念於2011年10月5日逝世的共同創辦人史蒂夫·賈伯斯
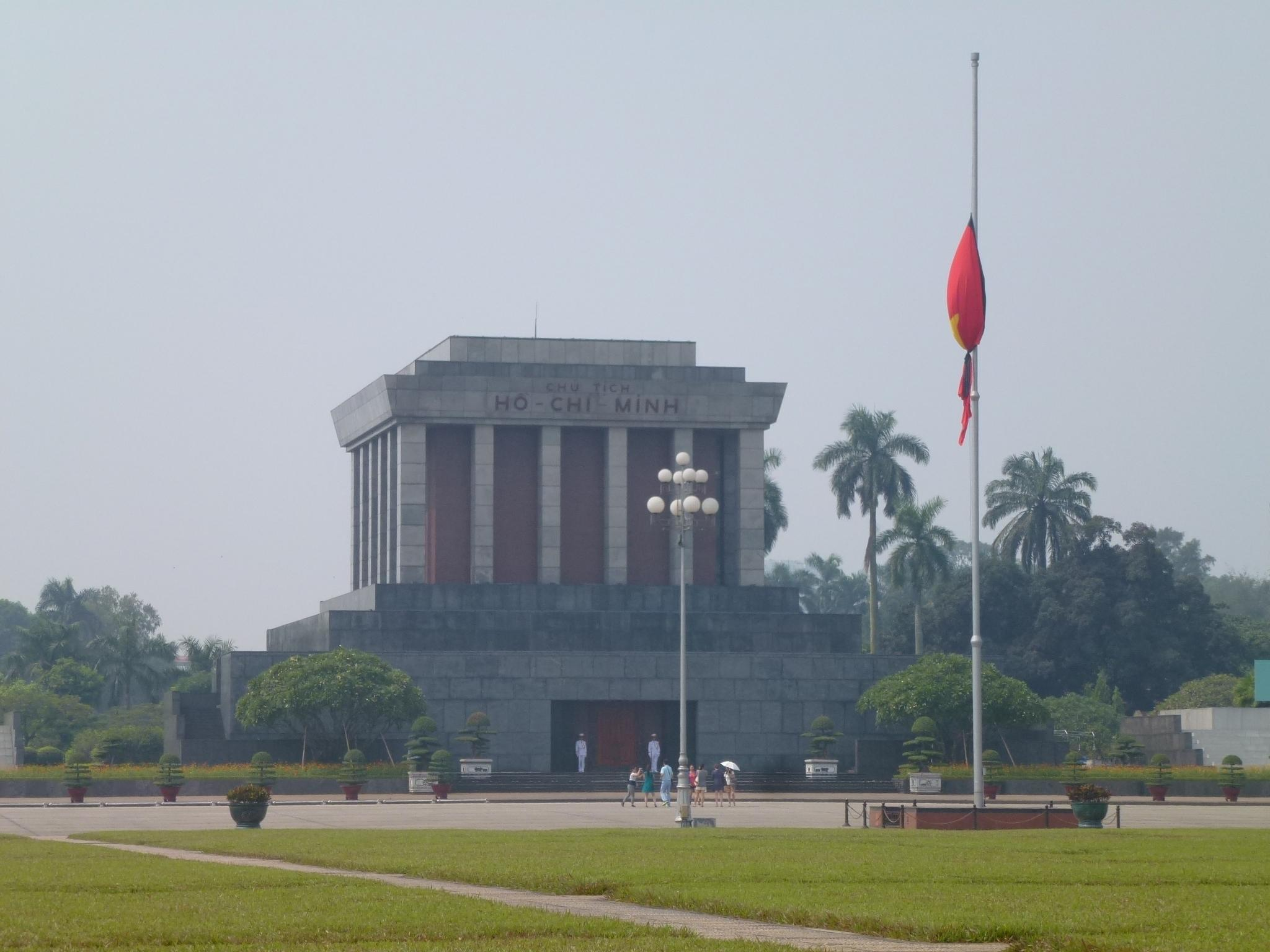
为悼念武元甲，河内巴亭广场上的越南国旗降半旗。
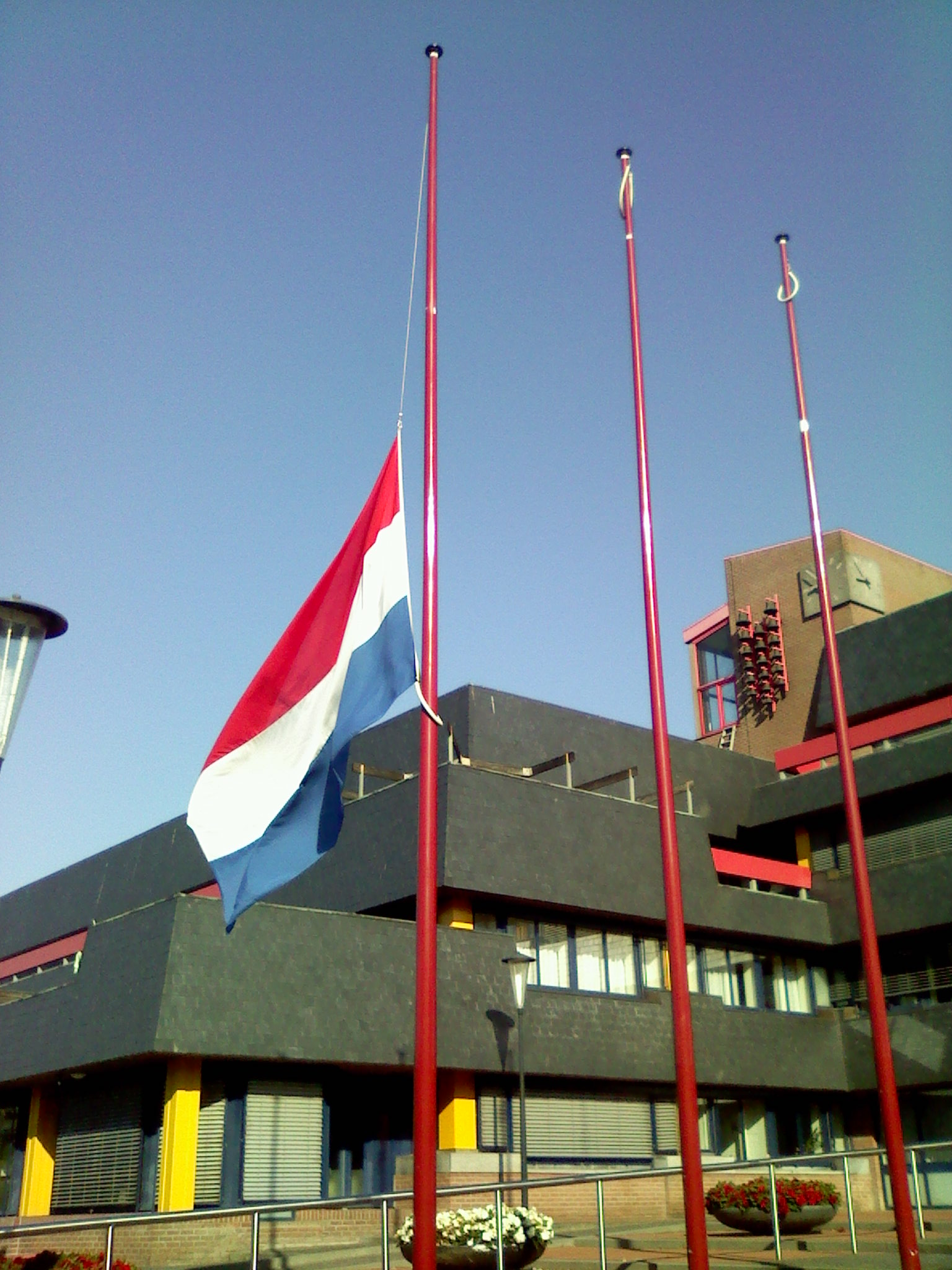
荷蘭荷恩市政廳的荷蘭國旗降半旗，以悼念馬來西亞航空17號班機空難遇難者
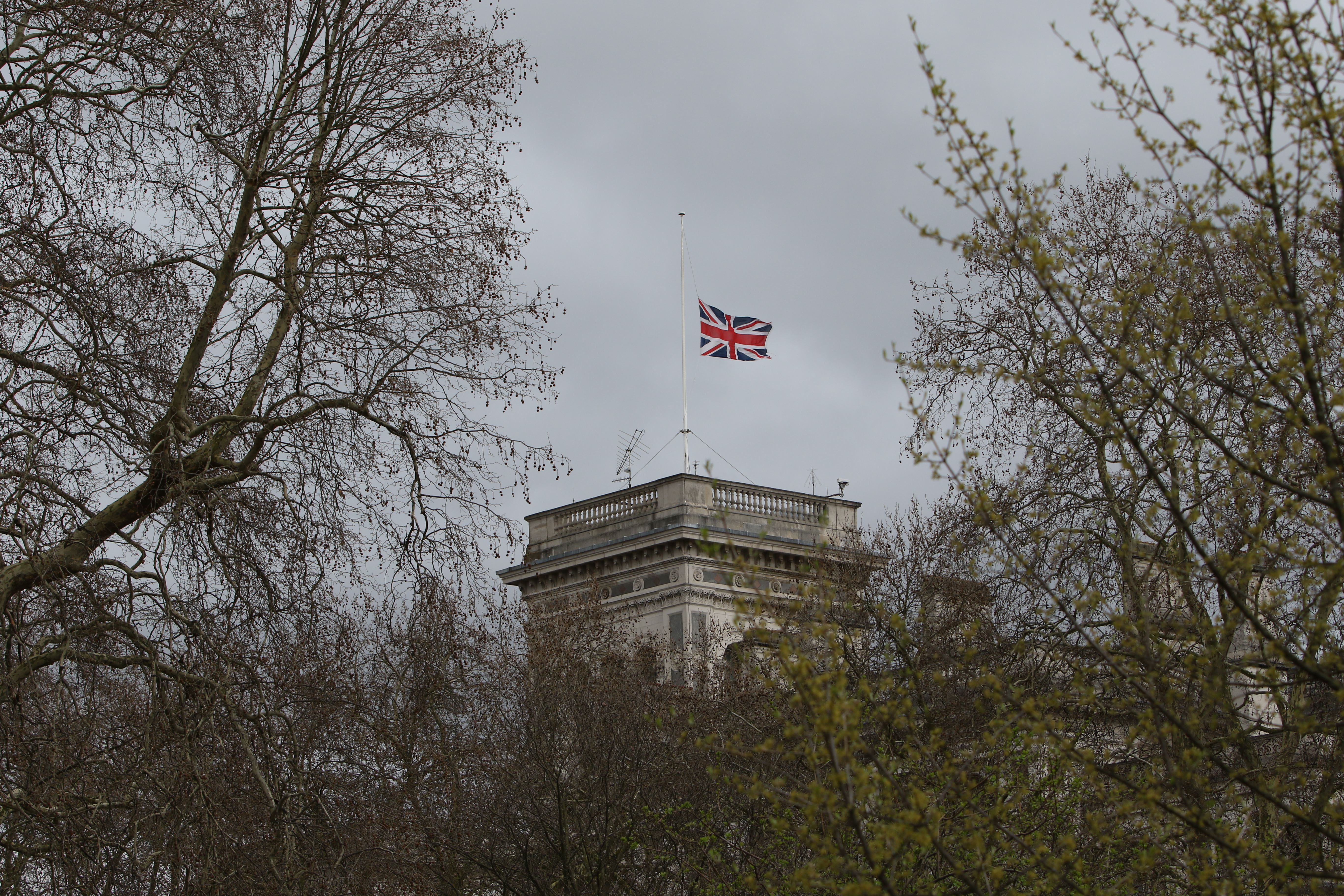
英國外交及聯邦事務部的國旗在基督城清真寺槍擊案後下半旗致哀

## 註释
1. ↑  此指內政部。